# Grote voeten
Grote voeten is een single van André van Duin. Opnamen vonden plaats in de Basement Studio en de Wisseloordstudio's. Muziekproducent Bert Schouten leidde ze, Paul Natte zorgde voor het arrangement en het orkest.
Grote voeten is een cover van Love and Marriage van Sammy Cahn en James Van Heusen. Meest bekend is het in een uitvoering van Frank Sinatra. Het lied kwam destijds (weer) onder de aandacht omdat het te horen was als openingsmuziek bij de sitcom Married... with Children. Van Duin schreef er een Nederlandse tekst bij over grote voeten.
Het leven is te mooi is een cover van Derrick, waarbij Paul Natte en André van Duin aanpassingen verrichtten. Het origineel werd geschreven door Les Humphries, in Nederland bekend van hits door de Les Humphries Singers.

## Hitnotering
Van Duin kon het succes van Frank Sinatra uit 1955 en 1991 niet evenaren qua posities in de Nederlandse hitparades. De Belgische BRT Top 30 en de Vlaamse Ultratop 30 werden zelfs in het geheel niet bereikt.

### Nederlandse Top 40
| Positie: | 34 | 20 | 13 | 15 | 26 | uit |

### NederlandseNationale Hitparade
| Positie: | 71 | 37 | 24 | 17 | 15 | 23 | 45 | 73 | uit |